# المركز الأوروبي لتطوير التدريب المهني
المركز الأوروبي لتطوير التدريب المهني European Centre for the Development of Vocational Training (Cedefop) هو وكالة تابعة للاتحاد الأوروبي. تم إنشاءها في عام 1975، ويقع مقرها الرئيسي في منطقة سالونيك باليونان، ولديها مكتب في بروكسل. 

## الاختصار
Cedefop هو اختصار التسمية الفرنسية للمركز، C entre E uropéen pour le Dé veloppement de la Fo rmation P rofessionnelle ( CEDE. فو. ص. ). يدعم المركز الأوروبي لتطوير التدريب المهني تطوير سياسات التعليم والتدريب المهني الأوروبية (VET) ويساهم في تنفيذها.

## عملها
يعمل المركز الأوروبي لتطوير التدريب المهني بشكل وثيق مع المفوضية الأوروبية والحكومات وممثلي أصحاب العمل والنقابات والباحثين والممارسين في التعليم والتدريب المهني، بهدف تعزيز التعاون الأوروبي. وهو يوفر الدليل الذي تستند إليه سياسة التعليم والتدريب المهني الأوروبية ويحدد الاتجاهات والتحديات التي تواجه التعليم والتدريب المهني. كما تجمع الوكالة بين صانعي السياسات والشركاء الاجتماعيين والباحثين والممارسين لتبادل الأفكار ومناقشة أفضل السبل لتحسين سياسات التعليم والتدريب المهني الأوروبية. تشمل القضايا التي يغطيها التوجيه والإرشاد ؛ تدريب العمال الأكبر سنا ؛ التنبؤ بالطلب وعرض المهارات ؛ الاعتراف والتحقق من التعلم الذي يحدث خارج نظام التعليم ؛ وتطوير أطر التأهيل.

## تاريخها
على خلفية التغيرات الاجتماعية والمشاكل الاقتصادية في منتصف السبعينيات، ظهر المركز الأوروبي لتطوير التدريب المهني كإجماع بين الدول الأعضاء في الجماعة الاقتصادية الأوروبية (EEC) حول الحاجة إلى تحسين التعليم والتدريب المهني. على الرغم من أن التعليم كان مجالًا بحثيًا منذ أوائل الستينيات، إلا أن أواخر الستينيات وأوائل السبعينيات شهدت اتجاهًا نحو البحث الأكثر تركيزًا ومنهجية في التعليم والتدريب المهني. أنشأت ألمانيا الغربية المعهد الفيدرالي لبحوث التدريب المهني عام 1969. في فرنسا، تم إنشاء مركز الدراسات والأبحاث حول المؤهلات عام 1970. بعد ثلاث سنوات، أنشأت إيطاليا أيضًا معهدًا للتدريب المهني، وهو معهد التدريب المهني المعروف اختصارا ( ISFOL ).
في عام 1970، شكلت اللجنة الاقتصادية والاجتماعية التابعة للجماعة الاقتصادية الأوروبية مجموعة دراسة لفحص التعليم والتدريب في الدول الست الأعضاء في المجموعة الاقتصادية الأوروبية وقتها. اقترحت اللجنة إنشاء معهد أوروبي لبحوث وإرشاد التدريب المهني، يعتمد إلى حد كبير على نموذج ألمانيا الغربية.
تأسست وكالة المركز الأوروبي لتطوير التدريب المهني في 10 فبراير 1975. كان موقعها في برلين الغربية إشارة واضحة إلى أن القطاع الغربي للمدينة المقسمة آنذاك كان جزءًا من المجموعة الاقتصادية الأوروبية. في أكتوبر 1993 قرر مجلس الوزراء نقل المركز الأوروبي لتطوير التدريب المهني إلى اليونان. في 1 سبتمبر 1995، انتقلت المركز الأوروبي لتطوير التدريب المهني إلى مبان مؤقتة في سالونيك، وإلى المبنى الخاص بها في أغسطس 1999. اشتمل الكثير من أعمال المركز الأوروبي لتطوير التدريب المهني المبكرة على دراسة إمكانية مقارنة مؤهلات التدريب المهني في الدول الأعضاء. تم تصنيف حوالي 200 مهنة وتم تحديد معادلتهم مع المهن والمؤهلات الأخرى. كان الافتراض أن سياسات التدريب المهني في الدول الأعضاء سوف تتماشى بشكل متزايد مع بعضها البعض مما يؤدي إلى الاعتراف المتبادل بالمؤهلات والشهادات وتطوير سياسة تدريب مهني مشتركة، على النحو المتوخى بموجب المادة 128 من معاهدة روما.
لم يتم التوصل إلى اتفاق بشأن الاعتراف المتبادل، بخلاف المهن المنظمة، أو على سياسة التدريب المهني المشتركة. غيرت معاهدة الاتحاد الأوروبي لعام 1992 (معاهدة ماستريخت) (المادة 129) دور سياسة الاتحاد الأوروبي بشأن التدريب المهني إلى دور دعم وتكميل عمل الدول الأعضاء، مع الاحترام الكامل لمسؤولية الدول الأعضاء عن محتوى وتنظيم التدريب المهني. تم نقل هذا الدور إلى المادة 166 من معاهدة لشبونة، التي دخلت حيز التنفيذ في 1 ديسمبر 2009.

## إدارة الوكالة
يدير المركز الأوروبي لتطوير التدريب المهني مجلس إدارة يمثل فيه الحكومات الوطنية والنقابات العمالية ومنظمات أصحاب العمل والمفوضية الأوروبية. تقع مسؤولية التشغيل اليومي على عاتق المدير التنفيذي المعين من قبل المفوضية الأوروبية على أساس توصيات مجلس الإدارة. تأتي ميزانية المركز الأوروبي لتطوير التدريب المهني من المفوضية الأوروبية.

## الأنشطة
توفر المركز الأوروبي لتطوير التدريب المهني التحليلات المقارنة والخبرة التي تم جمعها من خلال البحث والتواصل. تغطي أنشطتها الجوانب الأولية والمستمرة للتعليم والتدريب المهني والتدريب للتعلم مدى الحياة. فهي تدمج مصالح وأولويات واحتياجات صانعي السياسات بين شركائها الرئيسيين، المفوضية الأوروبية والدول الأعضاء والشركاء الاجتماعيين.

## الروابط الخارجية
- الموقع الرسمي

1. ↑   https://europa.eu/european-union/about-eu/agencies/cedefop_en. {{استشهاد ويب}}: |url= بحاجة لعنوان (مساعدة) والوسيط |title= غير موجود أو فارغ (من ويكي بيانات) (مساعدة)